# 국도 제16호선 (일본)
일본 16번 국도(일본어: 国道16号→국도 16호)는 일본 가나가와현 요코하마시 니시구를 기·종점으로 해, 수도권을 순환(환상)하는 형태로 잇는 일본의 일반 국도이다.

## 주요 경유지
- 가나가와현
  - 요코하마시 (니시구 - 호도가야구 - 아사히구 - 세야구 - 미도리구) - 야마토시 - 사가미하라시 (미나미구 - 주오구 - 미도리구)

- 도쿄도
  - 마치다시 - 하치오지시 - 아키시마시 - 훗사시 - 하무라시 - 니시타마군 미즈호정

- 사이타마현
  - 이루마시 - 사야마시 - 가와고에시 - 사이타마시 (니시구 - 기타구) - 아게오시 - 사이타마 시 (미누마구 - 이와쓰키구) - 가스카베시

- 지바현
  - 노다시 - 가시와시 - 시로이시 - 후나바시시 - 야치요시 - 지바시 (하나미가와구 - 이나게구 - 와카바구 - 주오구 - 와카바 구 - 주오 구) - 이치하라시 - 소데가우라시 - 기사라즈시 - 기미쓰시 - 훗쓰시

- 가나가와 현
  - 요코스카시 - 요코하마 시 (가나자와구 - 이소고구 - 미나미구 - 나카구 - 니시 구)